# Sabine Bundschu
Sabine Bundschu (* 1959 in Frankfurt am Main) ist eine deutsche Schauspielerin, Sängerin und Sprecherin.

## Leben
Bundschu wuchs in einem Vorort Münchens auf. Ihr Vater war Facharzt für Neurologie und Psychiatrie, ihre Mutter Hausfrau. Bundschu ging auf ein Gymnasium und machte Abitur. Anschließend studierte sie Schauspiel an der Universität für Musik und darstellende Kunst in Graz.
Nach ihrem Studium arbeitete Bundschu zuerst für das Landestheater Tübingen. Als sie mit ihrer ersten Band Harmony Four von dem Musikproduzenten Ralph Siegel entdeckt wurde, gab sie ihr Engagement am Tübinger Landestheater auf. Siegel organisierte für sie mehrere Auftritte in Aufnahmen bekannter Sänger wie Roland Kaiser, Dschinghis Khan oder Peggy March. Im März 1984 nahm Harmony Four mit dem Song Tingel Tangel Mann an der deutschen Vorentscheidung für den Eurovision Song Contest teil und erreichte den dritten Platz. 1986 lernte sie den Schlagersänger Klaus-Peter Schweizer kennen und wurde Sängerin und Keyboardspielerin in seiner damaligen Band Schweizer. Im Herbst 1987 feierte die Band mit dem Song 13 Tage, der sich 13 Wochen lang in den deutschen Singlecharts halten konnte, ihren größten Erfolg. Mit Schweizer trat sie Ende der 1980er-Jahre auch in zahlreichen bekannten deutschen Fernsehshows auf. Später wandte sie sich vom Schlager ab und wurde mit ihrer Band Trouble Boys & the Sirenes für die erste Late-Nate-Show Deutschlands, moderiert von Thomas Gottschalk, entdeckt, in der sie zwei Jahre lang mehrmals in der Woche spielte.
Bundschu sagt seit 1994 die Haltestellen in U-Bahn, Bus und Tram für die Münchner Verkehrsgesellschaft an. Auch in Hamburg und Rosenheim spricht sie Haltestellenansagen. Außerdem trat sie in Werbungen für Burger King, Exquisa, Siemens oder Toyota auf und lieh Navigationssystemen verschiedener Hersteller ihre Stimme.
Bundschu war lange Zeit Mitglied der von dem Schweizer Psychiater Samuel Widmer geführten sektenartigen Therapiegemeinschaft Kirschblütengemeinschaft. Widmers Therapiemethoden, bei denen der Einsatz von Drogen eine wesentliche Rolle spielte, verursachten bei ihr einen Schlaganfall. Die Folge In den Fängen von Scharlatanen der ZDF-Sendung 37 Grad erläuterte anhand von Bundschus Beispiel die Gefährlichkeit der Therapiemethoden Widmers.
Bundschu lebt in einer Wohnung in München-Sendling und hat dort ein eigenes Tonstudio. Sie organisiert Workshops und Sprechtrainings und gibt Konzerte. Sie ließ sich außerdem zur Rhythmuspädagogin ausbilden und absolvierte die Ausbildung „Potentialorientierte Psychotherapie“.
Sie ist Dozentin an der Theaterakademie München, bei AfS Berlin, an der Universität Augsburg, der Universität der Künste Helsinki in Finnland und bei der Bayerischen Philharmonie.

## Sonstiges
- Weil sie vielen verschiedenen Navigationssystemen ihre Stimme leiht, kürte die Berliner Morgenpost Sabine Bundschu zur Miss Navi[12][13]
- Sabine Bundschu spricht fließend Hessisch und Bairisch[14]